# Seogwipo
Seogwipo é uma cidade na província de Jeju, Coreia do Sul. Em 2006 contava com uma população de 172.042 habitantes. Em 2002 esta foi uma das cidades-sede da Copa do Mundo de Futebol.

## Cidades irmãs
Seogwipo tem geminação estabelecida com as seguintes localidades:
- Anseong,  Coreia do Sul
- Anyang,  Coreia do Sul
- Cheorwon,  Coreia do Sul
- Gunsan,  Coreia do Sul
- Hangzhou,  China
- Incheon,  Coreia do Sul
- Jangheung,  Coreia do Sul
- Karatsu,  Japão
- Kinokawa,  Japão
- Kashima,  Japão
- Longkou,  China
- Qinhuangdao,  China
- Sanya,  China
- Xingcheng,  China
- Yeosu,  Coreia do Sul

### Parceiras
Mantém também parceria através do Programa das Nações Unidas para os Assentamentos Humanos (UN-HABITAT) e do Programa das Nações Unidas para o Meio Ambiente (PNUMA), em busca de cidades sociais e ambientalmente sustentáveis, com as seguintes localidades:
- Agadir, Souss-Massa-Draâ, Marrocos
- Bayamo, Granma, Cuba
- Beberibe, Ceará, Brasil
- Bobo Dioulasso, Hauts-Bassins, Burkina Faso
- Cienfuegos, Cienfuegos, Cuba
- Esmeraldas, Esmeraldas, Equador
- Guiyang, Guizhou, China
- Holguín, Holguín, Cuba
- Ismaília, Ismaília, Egito
- Kisumu, Nyanza, Quênia
- Marabá, Pará, Brasil
- Meknès, Meknès-Tafilalet, Marrocos
- Piranhas, Alagoas, Brasil
- Ponta Porã, Mato Grosso do Sul, Brasil
- San José, San José, Costa Rica
- Santa Clara, Villa Clara, Cuba
- Shenyang, Liaoning, China